# Siri Bjørgen
Siri Bjørgen (17 agosto 1979) è un'ex sciatrice alpina norvegese.

## Biografia
Specialista delle prove veloci attiva dal gennaio del 1995, in Coppa Europa la Bjørgen esordì il 5 gennaio 1998 a Tignes in discesa libera (74ª) e ottenne il miglior piazzamento il 22 gennaio 2002 ad Altenmarkt-Zauchensee nella medesima specialità (9ª); in Coppa del Mondo disputò una sola gara, la discesa libera di Åre del 2 febbraio 2002, che non completò. Si ritirò al termine di quella stessa stagione 2001-2002 e la sua ultima gara fu il supergigante di Coppa Europa disputato il 6 marzo a Lenzerheide, chiuso dalla Bjørgen al 34º posto; non prese parte a rassegne olimpiche o iridate.

## Palmarès

### Coppa Europa
- Miglior piazzamento in classifica generale: 90ª nel 2000

### Campionati norvegesi
- 2 medaglie:
  - 2 bronzi (discesa libera, combinata[senza fonte] nel 1999)